# I Wanna (Bob Sinclar)
I Wanna is een single uit 2010 van Bob Sinclar, Sahara en Shaggy.

## Hitnotering
| "I Wanna" in de Vlaamse Ultratop 50 - binnen: 17-04-2010 | "I Wanna" in de Vlaamse Ultratop 50 - binnen: 17-04-2010 | "I Wanna" in de Vlaamse Ultratop 50 - binnen: 17-04-2010 | "I Wanna" in de Vlaamse Ultratop 50 - binnen: 17-04-2010 | "I Wanna" in de Vlaamse Ultratop 50 - binnen: 17-04-2010 | "I Wanna" in de Vlaamse Ultratop 50 - binnen: 17-04-2010 | "I Wanna" in de Vlaamse Ultratop 50 - binnen: 17-04-2010 | "I Wanna" in de Vlaamse Ultratop 50 - binnen: 17-04-2010 | "I Wanna" in de Vlaamse Ultratop 50 - binnen: 17-04-2010 | "I Wanna" in de Vlaamse Ultratop 50 - binnen: 17-04-2010 | "I Wanna" in de Vlaamse Ultratop 50 - binnen: 17-04-2010 | "I Wanna" in de Vlaamse Ultratop 50 - binnen: 17-04-2010 | "I Wanna" in de Vlaamse Ultratop 50 - binnen: 17-04-2010 | "I Wanna" in de Vlaamse Ultratop 50 - binnen: 17-04-2010 | "I Wanna" in de Vlaamse Ultratop 50 - binnen: 17-04-2010 | "I Wanna" in de Vlaamse Ultratop 50 - binnen: 17-04-2010 |
| Week                                                     | 01                                                       | 02                                                       | 03                                                       | 04                                                       | 05                                                       | 06                                                       | 07                                                       | 08                                                       | 09                                                       | 10                                                       | 11                                                       | 12                                                       | 13                                                       | 14                                                       | 15                                                       |
| -------------------------------------------------------- | -------------------------------------------------------- | -------------------------------------------------------- | -------------------------------------------------------- | -------------------------------------------------------- | -------------------------------------------------------- | -------------------------------------------------------- | -------------------------------------------------------- | -------------------------------------------------------- | -------------------------------------------------------- | -------------------------------------------------------- | -------------------------------------------------------- | -------------------------------------------------------- | -------------------------------------------------------- | -------------------------------------------------------- | -------------------------------------------------------- |
| Nummer                                                   | 45                                                       | 34                                                       | 24                                                       | 26                                                       | 26                                                       |                                                          |                                                          |                                                          |                                                          |                                                          |                                                          |                                                          |                                                          |                                                          |                                                          |